# R. L. Goldman
Pour les articles homonymes, voir Goldman.
Raymond Leslie Goldman, né en 1895 et décédé en 1950, est un auteur américain de roman policier. Il signe presque toujours ses œuvres R. L. Goldman.

## Biographie
Enfant, il survit à la poliomyélite, mais reste toute sa vie d'une santé fragile. Il occupe plusieurs emplois occasionnels à titre de scripteur d'appoint à la radio et de rédacteur alimentaire pour des pulps quand éclate Première Guerre mondiale. Il s’engage alors dans l’armée où il s'occupe de tâches administratives. 
En 1917, il fait paraître une première nouvelle dans le Collier's Weekly, mais reste insatisfait du résultat. Il décide pour cette raison d’étudier la création littéraire à Nashville dans le Tennessee, où il s'installe et réside pendant de nombreuses années. Il publie ensuite plusieurs nouvelles, souvent humoristiques, dans des magazines prestigieux et, en 1922, donne Bing Bang Boom!, un roman dans la même veine. 
Il aborde la littérature policière en 1929 avec The Hartwell Case. Dès lors, il cesse progressivement sa production de nouvelliste pour écrire des romans policiers, notamment une série de six titres ayant pour héros le duo formé par Asaph Clume, chef de pupitre d'un journal où travaille le bouillant et rouquin reporter Rufus Reed. Ce dernier assure souvent la narration de leurs enquêtes communes qui se déroulent dans une petite ville imaginaire du Midwest américain.

## Œuvre

### Romans

#### SérieAsaph Clume et Rufus Reed
- The Murder of Harvey Blake (1931)
- Murder Whitout Motive (1938) Publié en français sous le titre Le Maître de la ville, Paris, Librairie des Champs-Élysées, Le Masque no 309, 1941
- Death Plays Solitaire (1939)
- The Snatch (1940) Publié en français sous le titre L’Enlèvement, Paris, Librairie des Champs-Élysées, Le Masque  no 354, 1948
- Murder Behind the Mike (1942) Publié en français sous le titre Meurtre derrière le micro, Paris, Librairie des Champs-Élysées, Le Masque  no 363, 1949
- The Purple Shells (1947)

#### Autres romans policiers
- The Hartwell Case (1929)
- Judge Robinson Murdered (1936) Publié en français sous le titre On a tué le juge Robinson, Paris, Librairie des Champs-Élysées, Le Masque  no 230, 1937 ; réédition, Paris, Librairie des Champs-Élysées, Le Club des Masques  no 35, 1967
- Out on Bail (1937) Publié en français sous le titre Liberté provisoire, Paris, Librairie des Champs-Élysées, Le Masque  no 264, 1938

#### Roman humoristique
- Bing Bang Boom! (1922)

### Nouvelles
- The Smell of the Sawdust (1917)
- The Fourth Degree (1920)
- The Rainbow Chasers (1921)
- Quince or Prince? (1921)
- The House of the Crying Child (1922)
- The Man Who Forgot to Forget (1923)
- Battling Bunyan Ceases to be Funny (1924)
- Kid Webber Does His Best (1925)
- Malowan (1925)
- Packy Makes the Weight (1926)
- Muggy’s Talisman (1928)
- Hushaby, My Abie (1929)
- The Glory of the Kildones (1929)
- My Old Unlocky Home (1929)
- Yankee Noodles (1929)
- Then I’ll Remember You (1929)
- Grandfather’s Stock (1929)
- Knock ‘em Down, Moe Closky (1929)
- For the Sake of Old Man Stein (1929)
- Silver Weds Among the Goldbergs (1929)
- Dolling, We are Growing Thinner (1930)
- Bread on the Water (1930)

## Adaptations
- 1922 : Bing Bang Boom, film muet de Fred J. Butler, d’après le roman homonyme, avec David Butler et Doris Pawn.
- 1924 : Battling Bunyan, film de Paul Hurst, d’après Battling Bunyan Ceases to be Funny, avec Wesley Barry, Frank Campeau et Molly Malone.

## Sources
- Jacques Baudou et Jean-Jacques Schleret, Le Vrai Visage du Masque, vol. 1, Paris, Futuropolis, 1984, 476 p. (OCLC 311506692), p. 221.